# Teenage Mutant Ninja Turtles (film, 2014)
Teenage Mutant Ninja Turtles (arbetsnamn: Ninja Turtles) är en film baserad på berättelserna om Teenage Mutant Ninja Turtles av Kevin Eastman och Peter Laird. Filmen är en reboot, med manus av Josh Appelbaum och Andre Nemec samt Jonathan Liebesman som regissör. Produktionen sköttes av Michael Bays Platinum Dunes och Nickelodeon Movies och distributionen av Paramount Pictures. Filmen planerades först ha världspremiär 25 december 2013, vilket senare sköts upp och filmen hade i stället sin världspremiär den 8 augusti 2014. Därmed bröts en tradition, då tidigare Turtlesfilmer alltid haft premiär i mars.

## Handling
En brottsvåg drabbar New York och ett gäng som kallas Fotklanen sprider skräck i staden. Sköldpaddorna måste tillsammans med journalisten April O'Neil och hennes kameraman Vernon Fenwick rädda staden och stoppa Shredders lömska planer. Filmen utspelar sig 2014, men innehåller även tillbakablickar till juli 1999 då April var liten flicka.

## Produktion
När nyheten spritt sig om att Nickelodeon köpt Miragegruppens rättigheter till TMNT-licensen, meddelades att Viacom skulle producera en ny film genom Paramount Pictures, först planerad till 2012.
Sent i maj 2011 meddelades att Paramount och Nickelodeon anlitat Michael Bay och hans Platinum Dunes-partners Brad Fuller och Andrew Form som producenter. Bay, Fuller, och Form skulle producera tillsammans med Galen Walker och Scott Mednick. Dessa hade redan anlitats för en tidigare Time Warner-film.
För manuskriptet anlitade man ursprungligen Matt Holloway och Art Marcum mot en ersättning på nästan en miljon amerikanska dollar. Ett år senare vände sig företaget till Josh Appelbaum och Andre Nemec och bad dem skriva om manuset. I februari 2012, började man förhandla med Jonathan Liebesman om att regissera filmen. Senare i mars samma år meddelades att Paramount flyttat premiärdatum till 25 december 2013.
Tidigt i mars det året meddelade Michael Bay till Nickeloden att filmen bara skulle kallas Ninja Turtles och att sköldpaddorna skulle komma "från en utomjordisk art". Detta möttes av negativ kritik från Turtlesfansen. Som svar på detta skrev skådespelaren Robbie Rist, som läst Michelangelos röst i tre tidigare filmer, till Michael Bay och anklagade honom för att begå "sodomi" mot franchisen. Rist meddelade senare att han kan ha gått över gränsen, eftersom Bay tjänar mer pengar. Som svar på kritiken uppmanade Bay Turtlesfansen att lugna ner sig eftersom inget manuskript ännu meddelats, och sade att hans team arbetade med skaparna, och att filmen skulle innehålla det som en gång i tiden gjort dem till Turtlesfans. Både Brian Toshi, som läst Leonardos röst i de tre första filmerna, och Judith Hoag, som spelade April O'Neil i den första och tredje filmen, hade uttryckt sitt stöd till förändringen. Peter Laird uttryckte sina tankar kring förändringen och bad fansen att följa Bays råd och vänta tills mer av hans planer avslöjats. Laird sade att han kände att en "dåligt genomtänkt plan" kunde bli ett "genidrag". Han menade dock att medan rymdkonceptet hade kunnat fungera i vissa science fiction-berättelser, hade det ingen riktig plats i Ninja Turtles universum.
Samskaparen Kevin Eastman meddelade att han bjudits in bakom kulisserna, och meddelade att han fanns med i projektet och fastän han inte kunde säga mycket, trodde han det kunde bli "häftigt". Via Twitter uttryckte Corey Feldman, som läst Donatellos röst i den första och tredje filmen, sitt stöd till filmen och sade att han tycker om Bays omdaning och att han var ivrig att reprisera sin roll. Som svar meddelade Liebesman att han var glad över att höra fansens kommentarer, sedan han och Eastman suttit i ett rum och arbetat med idéer. Om något i berättelsen skulle ändras, hade det passat perfekt med TMNT-myten. Även om han inte kunde bekräfta huruvida Bays kommentar förändrade filmens förutsättningar, uttalade han sig om mutagenet och dess bakgrund i originalserietidningarna, och påminde om att det var en biprodukt från utomjordisk teknik. Som svar på hur sköldpaddorna skulle göras, berättade Liebesman inte exakt hur man tänkte göra, men sade att han gillade Weta Digitals arbete med Apornas planet: (r)Evolution. Han sade också att filmen inte bara skulle innehålla action, utan även fokusera på broderskap, vänskap och ansvar.
Sent i mars 2012 förklarade Michael Bay på sin webbplats ändringen av filmtiteln. Han menade att titeln förkortats på begäran av Paramount för att göra titeln "enkel". Han meddelade där också att inga förändringar rörande sköldpaddornas ursprung gjorts. Han fortsatte med att säga att sköldpaddorna var de samma som fansen minns dem, och trots titeln agerar de som tonåringar. Han uppmanade alla inblandade att ge filmen en chans, då de prioriterade fansens intresse och inte ville göra någon besviken.
I augusti 2012 läckte ett tidigt manuskript daterat den 30 januari 2012, "The Blue Door", ut på Internet. Det innehöll bland annat en figur vid namn överste Schrader, ledaren för den hemliga militära organisationen Fotklanen. Casey Jones och April O’Neil går i detta manuskript på high school och dejtar varandra, och uppdaterade populärkulturella referenser förekommer. I samma manuskript beger sig slutligen sköldpaddorna och Casey Jones till Dimension X där sköldpaddorna får reda på att de tillhör en utomjordisk art.
Den 20 april 2013 ändrades filmtiteln till Teenage Mutant Ninja Turtles. Den 29 april 2013 förnekade Michael Bay rykten om att sköldpaddorna i denna variant skulle vara utomjordingar.

## Inspelning
Filminspelningen började den 22 mars 2013 i Tupper Lake, New York.

## Rollista
- Megan Fox – April O'Neil[27]
- Pete Ploszek – Leonardo[28]
- Johnny Knoxville – Leonardo (röst)
- Alan Ritchson – Raphael[28]
- Noel Fisher – Michelangelo[29]
- Jeremy Howard – Donatello[29]
- Will Arnett – Vernon Fenwick
- William Fichtner – Eric Sacks
- Danny Woodburn – Splinter[30]
- Tony Shalhoub – Splinter (röst)
- Tohoru Masamune – Shredder
- Whoopi Goldberg – Bernadette Thompson
- Minae Noji – Karai
- Abby Elliott – Taylor
- Taran Killam – McNaughton
- K. Todd Freeman – Baxter Stockman
- Paul Fitzgerald – Dr. O'Neil

## Mottagande
Filmen uppskattades inte så mycket av kritiker. Den nominerades till fem Razzies, bland annat "sämsta film", "sämsta nyinspelning", "sämsta regissör" (Jonathan Liebesman), "sämsta manus" (Josh Appelbaum, André Nemec och Evan Daughtery) och "sämsta kvinnliga biroll" (Megan Fox (vann)).

### Fotnoter
1. ↑  ”Brian Tyler Talks Scoring ‘Thor: The Dark World’ and ‘Teenage Mutant Ninja Turtles’”. Screenrant.com. http://screenrant.com/thor-dark-world-teenage-mutant-ninja-turtles-score-composer/. Läst 2 juli 2013.
2. ↑  ”Teenage Mutant Ninja Turtles (2014)” (på engelska). Box Office Mojo. 8 augusti 2014. http://www.boxofficemojo.com/movies/?id=tmnt2013.htm. Läst 28 augusti 2016.
3. ↑  ”'Teenage Mutant Ninja Turtles' Trailer Images and Official Synopsis”. Movie Web. 26 mars 2014. http://www.movieweb.com/news/teenage-mutant-ninja-turtles-trailer-images-and-official-synopsis. Läst 26 mars 2014.
4. ↑  Finke, Nikki (21 oktober 2009). ”Nickelodeon To Revive Teenage Mutant Ninja Turtles For TV/Film After Acquiring Global Rights For $60M”. Deadline. http://www.deadline.com/2009/10/nickelodeon-to-revive-teenage-mutant-ninja-turtles-for-tvfilm-after-acquiring-global-rights-for-60m/. Läst 24 mars 2012.
5. ↑  ComingSoon (23 april 2009). ”New Teenage Mutant Ninja Turtles Movie Coming!”. ComingSoon. Arkiverad från originalet den 1 november 2014. https://web.archive.org/web/20141101084215/http://www.comingsoon.net/news/movienews.php?id=54763. Läst 24 mars 2012.
6. ↑  Fleming, Mike (27 maj 2010). ”Platinum Dunes Steers 'Turtles' Relaunch”. Deadline Hollywood. http://www.deadline.com/2010/05/platinum-dunes-steers-turtles-relaunch/. Läst 27 maj 2010.
7. ↑  Finke, Nikki (19 augusti 2010). ”Paramount Revs Up ‘Ninja Turtles’ Reboot”. Deadline Hollywood. http://www.deadline.com/2010/08/paramount-hires-marcum-holloway-for-fast-tracked-ninja-turtles-as-next-big-franchise/. Läst 19 augusti 2010.
8. ↑  Fleming, Mike (7 juni 2011). ”Paramount Taps 'M:I4' Scribes Appelbaum & Nemec For 'Teenage Mutant Ninja Turtles'”. Deadline Hollywood. http://www.deadline.com/2011/06/paramount-taps-mi4-scribes-appelbaum-nemec-for-teenage-mutant-ninja-turtles/. Läst 8 juni 2011.
9. ↑  Kroll, Justin (14 februari 2012). ”Liebesman hatching 'Turtles' helming gig”. Variety. http://www.variety.com/article/VR1118050298. Läst 13 mars 2012.
10. ↑  Fleming, Mike (13 mars 2012). ”Paramount Sets ‘Ninja Turtles’ For Xmas 2013, Tom Cruise’s ‘One Shot’ For Xmas 2012”. Deadline Hollywood. http://www.deadline.com/2012/03/paramount-sets-ninja-turtles-for-xmas-2013-tom-cruises-one-shot-for-xmas-2012/. Läst 14 mars 2012.
11. ↑  Jafar, Mark (16 mars 2012). ”Scenes from the Nickelodeon Upfront”. Viacom. Arkiverad från originalet den 21 mars 2012. https://web.archive.org/web/20120321025712/http://blog.viacom.com/2012/03/scenes-from-the-nickelodeon-upfront/. Läst 17 mars 2012.
12. ↑  Rodriguez, David (16 mars 2012). ”Michael Bay Talks Teenage Mutant Ninja Turtles”. Stuff We Like. http://www.stuffwelike.com/2012/03/16/michael-bay-talks-teenage-mutant-ninja-turtles/. Läst 17 mars 2012.
13. ↑  Bell, Crystal (19 mars 2012). ”Michael Bay: Ninja Turtles Movie Will Make 'TMNT' Aliens, Fans Cry Foul”. Huffington Post. http://www.huffingtonpost.com/2012/03/19/michael-bay-ninja-turtles-movie-aliens_n_1364828.html. Läst 20 mars 2012.
14. ↑  TMZ Staff (20 mars 2012). ”Ex-Ninja Turtles Actor Michael Bay is 'Sodomizing' the TMNT Legacy”. TMZ. http://www.tmz.com/2012/03/20/teenage-mutant-ninja-turtles-michael-bay-michaelangelo-sodomizing/#.T2hTNNnfJAM. Läst 20 mars 2012.
15. ↑  Bay, Michael (19 mars 2012). ”TMNT Fans”. MichaelBay Dot Com. Arkiverad från originalet den 22 mars 2012. https://web.archive.org/web/20120322232328/http://michaelbay.com/blog/files/366e4e26ab47b4c041f7abb3552e7c8d-758.php. Läst 20 mars 2012.
16. ↑  TMZ Staff (21 mars 2012). ”Michael Bay Leonardo AND April O'Neil Have My Back!”. TMZ. http://www.tmz.com/2012/03/21/michael-bay-april-oneal-leonardo#.T2naRhFmKiA. Läst 21 mars 2012.
17. ↑  Laird, Peter (20 mars 2012). ”A few musings on "Turtles as aliens"”. Peter Laid TMNT blog. http://peterlairdstmntblog.blogspot.com/2012/03/few-musings-on-turtles-as-aliens.html. Läst 20 mars 2012.
18. ↑  nailbter111 (22 mars 2012). ”Teenage Mutant Ninja Turtles Creator Kevin Eastman Praises Michael Bay's Vision”. Comic Book Movie. Arkiverad från originalet den 23 mars 2012. https://web.archive.org/web/20120323213759/http://www.comicbookmovie.com/fansites/nailbiter111/news/?a=56782. Läst 23 mars 2012.
19. ↑  Daily Dish (22 mars 2012). ”Corey Feldman eager to star in Michael Bay’s ‘Ninja Turtles’ remake”. SF Gate. http://blog.sfgate.com/dailydish/2012/03/22/corey-feldman-eager-to-star-in-michael-bays-ninja-turtles-remake/. Läst 23 mars 2012.
20. ↑  SuperHeroHype (23 mars 2012). ”Exclusive: Teenage Mutant Ninja Turtles Director Addresses "Alien" Backlash”. SuperHeroHype. http://www.superherohype.com/news/articles/169959-exclusive-teenage-mutant-ninja-turtles-director-addresses-qalienq-backlash. Läst 24 mars 2012.
21. ↑  Chitwood, Adam (23 mars 2012). ”Jonathan Liebesman Talks Teenage Mutant Ninja Turtles Reboot; Addresses “Alien Race” Comments and Hints at Motion-Capture”. Collider. http://collider.com/jonathan-liebesman-teenage-mutant-ninja-turtles-interview/154499/. Läst 24 mars 2012.
22. ↑  Bay, Michael (27 mars 2012). ”'Ninja Turtles' Title”. Michael Bay Dot Com. Arkiverad från originalet den 1 april 2012. https://web.archive.org/web/20120401181721/http://www.michaelbay.com/blog/files/a64c818a1f8c52bc7b6c741c91e71e33-761.php. Läst 27 mars 2012.
23. ↑  ”Leaked 'Ninja Turtles' Script Is 'TMNT' Meets 'Transformers' - But Is It Legit?”. Screenrant.com. 28 augusti 2012. http://screenrant.com/ninja-turtles-reboot-script-review/. Läst 2 april 2015.
24. ↑  ‘Teenage Mutant Ninja Turtles’ Reboot Finally Gets An Official Title läst 23 april 2013
25. ↑  Eisenberg, Eric (29 april 2013). ”Michael Bay Insists His Teenage Mutant Ninja Turtles Come From The Ooze”. Entertainment Weekly. http://www.cinemablend.com/new/Michael-Bay-Insists-His-Teenage-Mutant-Ninja-Turtles-Come-From-Ooze-37244.html. Läst 1 maj 2013.
26. ↑  ‘Crew films scenes for new ‘Ninja Turtles’ movie at Big Tupper’ Arkiverad 17 december 2014 hämtat från the Wayback Machine.
27. ↑  ”Megan Fox i Ninja Turtles”. Svenska Dagbladet. 23 februari 2013. http://www.svd.se/kultur/megan-fox-i-ninja-turtles_7939966.svd. Läst 2 mars 2013.
28. 1 2  ‘Hunger Games 2′s Alan Ritchson To Play Raphael In ‘Teenage Mutant Ninja Turtles’
29. 1 2  Deadline Lifts The Shell Off The Ninja Turtles
30. ↑  ”Michael Bay's 'Ninja Turtles' Casts Splinterefternamn=Fleming”. Deadline.com. 15 april 2013. http://deadline.com/2013/04/michael-bay-ninja-turtles-splinter-danny-woodburn/. Läst 28 juni 2013.